# アシュリー・マッサーロ
アシュリー・マッサーロ（Ashley Massaro、1979年5月26日 - 2019年5月16日）は、アメリカ合衆国の女子プロレスラー、ディーヴァ。本名はアシュリー・マリー・マッサーロ（Ashley Marie Massaro）。ニューヨーク州出身。アメリカのプロレス団体WWEのRAWに所属していた。雑誌『PLAYBOY』の表紙を2007年に飾ったことがある。

## 来歴
2005年にRAWディーバサーチで優勝。その後スマックダウンでポール・ロンドンとブライアン・ケンドリックのマネージャーとして活躍。そして、アメリカのテレビ番組出演後、RAWに移籍。以降はシングルで活躍していたが、娘の発病のため遠征活動が困難となり、自らWWEに退団を申し入れ、2008年7月9日付けでWWEから解雇された。
2007年には、CBSのテレビ番組のサバイバーにも出演している。
2019年5月16日、WWEにより死去が発表された。

## テーマ曲
- Light a Fire

## 得意技
- スターストラック（Starstruck）
- モンキー・フリップ
- ダイビング・クロスボディ